# زهرة الحبلى الجريسية
زهرة الحبلى الجريسية (الاسم العلمي:Enkianthus campanulatus) هي نوع من النباتات تتبع جنس زهرة الحبلى من الفصيلة الخلنجية.